# Ictalurus balsanus
Il pesce gatto delle zattere (Ictalurus balsanus, Jordan & Snyder, 1899) è un pesce d'acqua dolce appartenente alla famiglia degli Ictaluridi ed all'ordine dei Siluriformi.